# Ejecución de María Antonieta

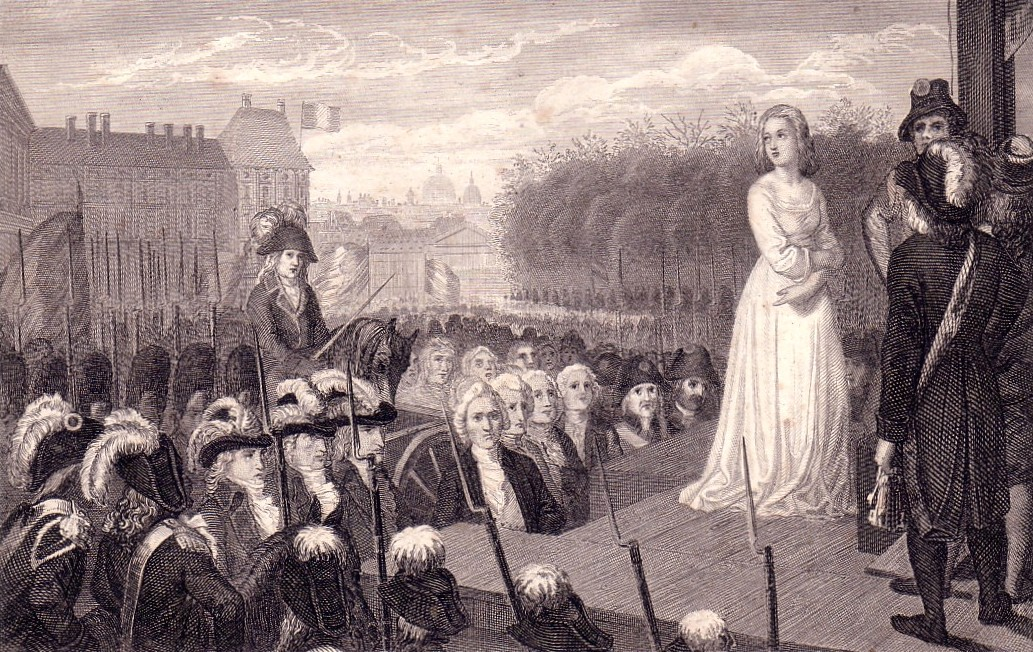
María Antonieta antes de su ejecución, grabado anónimo (1850).

La ejecución de María Antonieta fue uno de los acontecimientos más importantes de la Revolución francesa, ocurrida diez meses después de la de su marido, el rey Luis XVI. Se llevó a cabo el día 16 de octubre de 1793 en la plaza de la Revolución, horas después de que su sentencia fuese pronunciada por el Tribunal Revolucionario tras dos días de juicio.

## Trayecto desde la Conciergerie

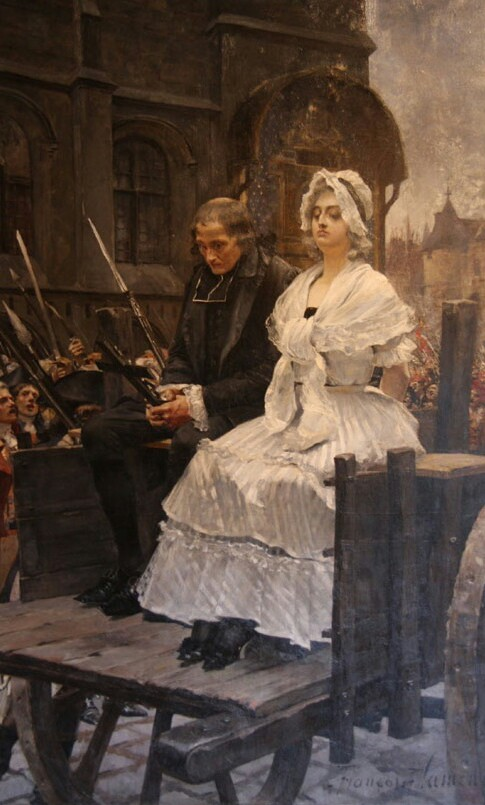
María Antonieta camino de su ejecución, por François Flameng (1887), Museo de la Revolución francesa.

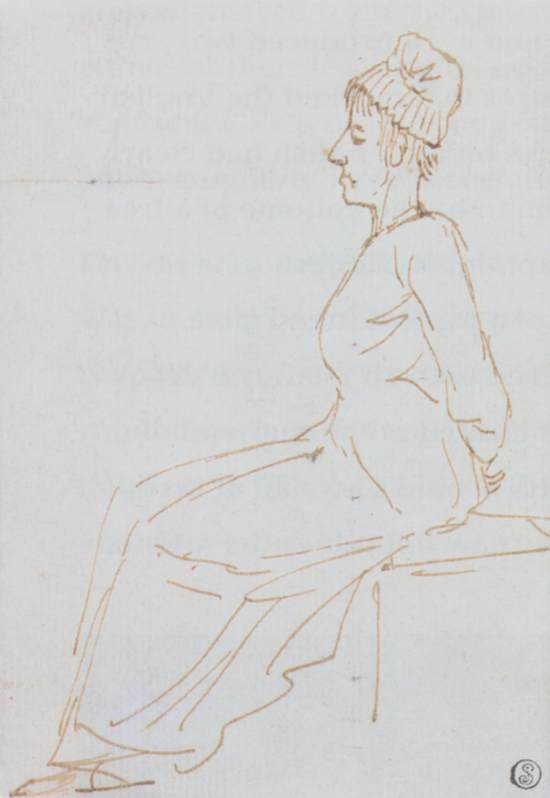
Dibujo de María Antonieta realizado por Jacques Louis David en la rue Saint-Honoré momentos antes de la ejecución.

La mañana del miércoles 16 de octubre, María Antonieta desayunó bouillon y se cambió de ropa frente a sus guardias con la ayuda de su criada Rosalie Lamorlière, quien la cubrió situándose entre los centinelas y ella. María Antonieta, a quien no se le permitió vestir de negro por temor a que el luto pudiese excitar a la muchedumbre, se puso un sencillo vestido blanco, siendo éste el color tradicional de las reinas viudas de Francia. Cerca de las diez de la mañana, los cuatro jueces y el secretario del Tribunal Revolucionario entraron en la celda. Una vez allí, le fue leída por segunda vez su sentencia. Al término de la lectura, el verdugo Henri Sanson se acercó a María Antonieta y le ató las manos a la espalda. Luego procedió a retirarle el tocado y a cortarle el cabello, el cual fue posteriormente quemado con el fin de evitar que pudiese constituir una reliquia.
María Antonieta cruzó la puerta de la Conciergerie dirigida por el verdugo Henri Sanson (hijo de Charles-Henri Sanson, quien había ejecutado previamente a su esposo Luis XVI el 21 de enero del mismo año), y se dirigió a la cour du Mai, donde se hallaba estacionada una carreta tirada por dos percherones, cuyo único asiento trasero consistía en una tabla de madera colocada sobre ejes. Con las manos atadas a la espalda, María Antonieta subió a la parte trasera con la ayuda de Sanson.
El padre Girard, párroco de Saint-Landry y sacerdote constitucional designado por el Tribunal Revolucionario, se sentó a su lado y la acompañó durante todo el trayecto. Al no haber podido escoger un sacerdote, a diferencia de Luis XVI, María Antonieta se negó a confesarse. El verdugo se situó detrás de la reina, mientras que su ayudante ocupó la parte inferior de la carreta. Al abandonar el patio de la Conciergerie, el vehículo se abrió paso lentamente a través de una multitud situada a ambos lados del camino, la cual permaneció en silencio, con 30.000 soldados formando una barrera a lo largo del trayecto. A la entrada de la rue Saint-Honoré, donde se detuvo la carreta, empezaron a escucharse gritos en contra de María Antonieta.

## Ejecución
Alrededor del mediodía, la carreta llegó a la plaza de la Revolución (actual plaza de la Concordia). María Antonieta descendió rápidamente, sin necesidad de apoyo, con las manos atadas. Subió la escalera que conducía a la plataforma donde se hallaba la guillotina de la misma manera, perdiendo uno de sus zapatos (el cual se conserva actualmente en el Museo de Bellas Artes de Caen). Se afirma que pisó el pie del verdugo con el otro zapato y que sus últimas palabras fueron: "señor, le pido perdón, no lo hice a propósito". María Antonieta, al contrario que Luis XVI, no se dirigió al público para dar un discurso antes de ser ejecutada. Los ayudantes del verdugo la colocaron sobre la plancha de madera de la guillotina. A continuación le fue colocado un cepo con forma de media luna para mantener fija la cabeza, siendo ejecutada inmediatamente después, a las 12:15 horas. Henri Sanson cogió la cabeza de María Antonieta por el cabello y la mostró al público gritando "¡viva la República!". La multitud, al igual que en la ejecución de Luis XVI, permaneció en silencio, dispersándose rápidamente. 
Su cuerpo fue bajado del cadalso y transportado al cementerio de la Magdalena con la cabeza entre las piernas. Una vez allí, sus restos fueron arrojados a una fosa común, donde también se hallaban los restos de Luis XVI, siendo cubiertos a continuación con cal viva. Previamente, Madame Tussaud realizó una máscara mortuoria de María Antonieta.

## Certificado de defunción
El certificado de defunción se elaboró el 24 de octubre de 1793. El acta original desapareció durante la destrucción de los archivos de París en 1871, si bien la misma había sido copiada previamente por los archiveros. En el certificado consta la siguiente declaración:

Del tercero del segundo mes del segundo año de la República Francesa (24 de octubre de 1793).
Certificado de defunción de María Antonieta Lorena de Austria el veinticinco del mes pasado (16 de octubre de 1793) de treinta y ocho años, viuda de Luis Capeto, visto el extracto de la sentencia del tribunal criminal revolucionario y del acta de ejecución en fecha del 25 del mes pasado.
Firmado Woeff, empleado. Funcionario público Deltroit.

El 21 de enero de 1815, Luis XVIII llevó a cabo un servicio religioso en la basílica de Saint-Denis en honor a Luis XVI y María Antonieta, erigiendo al año siguiente un monumento funerario.

## Actualidad

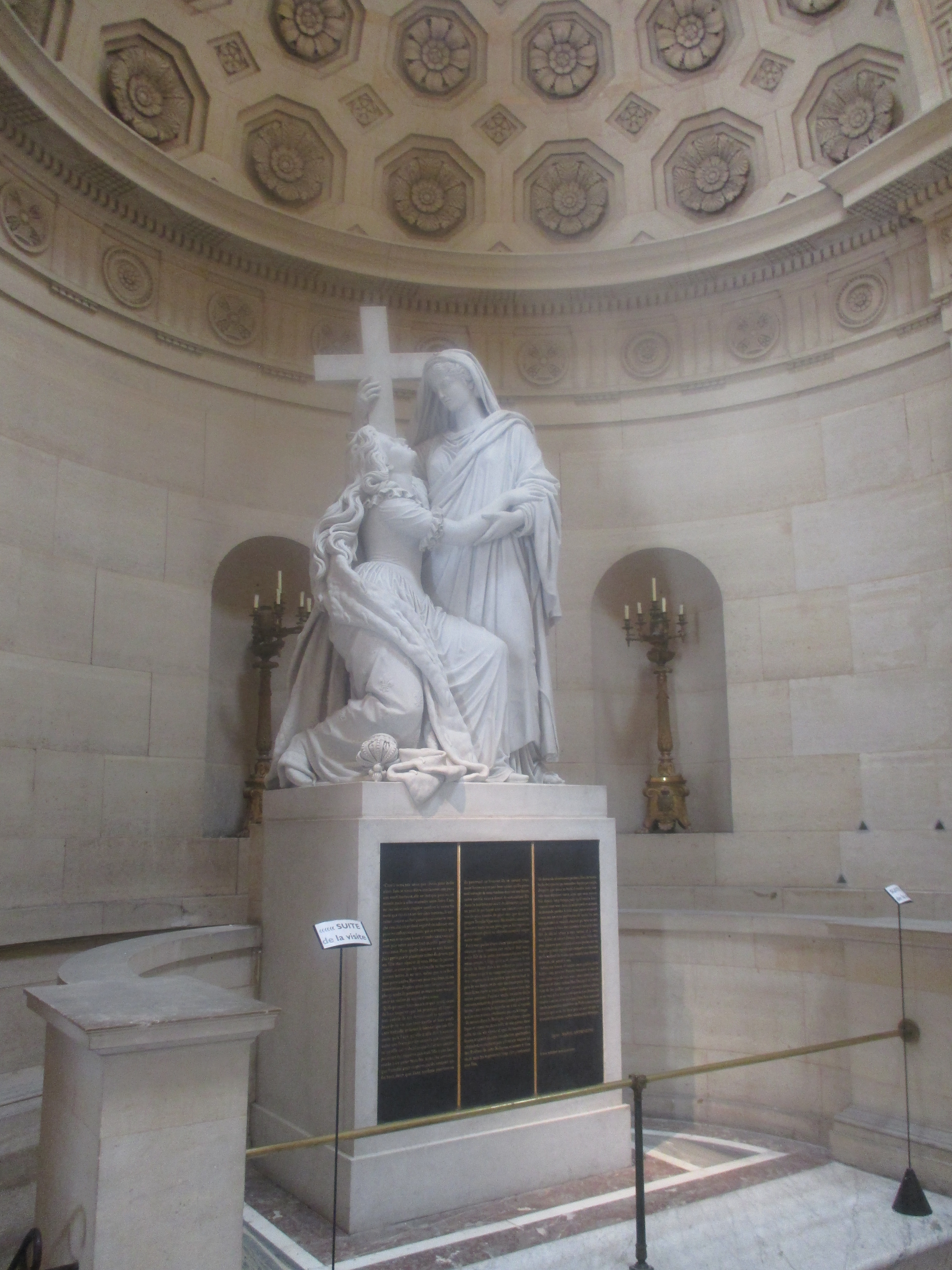
María Antonieta sostenida por la Religión, por Jean-Pierre Cortot (Capilla Expiatoria). En la base del monumento figura una transcripción de la última carta de María Antonieta, escrita horas antes de su muerte.

En el cementerio de la Magdalena, actualmente conocido como la plaza Luis XVI, el rey Luis XVIII hizo construir una capilla, conocida como la Capilla Expiatoria, erigida por Lebas y Fontaine en 1826 y decorada con dos estatuas talladas las cuales representan a Luis XVI y María Antonieta.